# Riserva speciale di Kalambatritra
La riserva speciale di Kalambatritra è una area naturale protetta ubicata nel Madagascar sud-orientale.

## Territorio
La riserva è situata a circa 55 km ad est di Betroka ed è dominata dal massiccio di Kalambatritra.
 
È attraversata da 3 grandi fiumi, l'Ihosy, l'Ivahona e la Manambola, tutti affluenti dell'Onilahy.
I Bara sono il gruppo etnico dominante della regione e attorno alla riserva sorgono numerose sepolture rituali di questa etnia, ricavate in grotte naturali.

## Flora
Circa il 45% del territorio della riserva è ricoperto da una densa foresta pluviale primaria mentre il restante territorio è dominato dalla savana.

## Fauna
Tra i mammiferi presenti nella riserva vi sono 6 specie di lemuri, di cui il lemure dal collare (Eulemur collaris), l'apalemure grigio (Hapalemur griseus) e il katta (Lemur catta) sono facilmente osservabili nelle ore diurne; mentre il microcebo rosso (Microcebus rufus), il lepilemure di Wright (Lepilemur wrighti) e l'aye-aye (Daubentonia madagascariensis) hanno invece abitudini notturne e sono di più difficile avvistamento.
La riserva ospita colonie di numerose specie di pipistrelli, tra cui Rousettus madagascariensis,  Eidolon dupreanum, Taphozous mauritianus, Hipposideros commersoni, Miniopterus majori, Miniopterus manavi, Miniopterus sororculus, Myotis goudoti, Mormopterus jugularis e Scotophilus robustus.

Molto ricca l'avifauna con 72 differenti specie, il 16% delle quali sono endemiche della riserva; tra di esse meritano una menzione il germano di Meller (Anas melleri), l'albanella del Madagascar (Circus macrosceles), la colomba azzurra del Madagascar (Alectroenas madagascariensis), la ghiandaia marina di Crossley (Atelornis crossleyi) e il vanga di Pollen (Xenopirostris polleni).

Ricca anche l'erpetofauna che annovera una ventina di specie di rettili (tra cui Calumma andringitraense, Uroplatus malama e Uroplatus malahelo) e 22 specie di anfibi (tra i quali Boophis occidentalis, Boophis periegetes, Boophis viridis, Gephyromantis spiniferus, Laliostoma labrosum, Mantidactylus aerumnalis, Spinomantis guibei).